# Anthony Rizzo
Anthony Vincent Rizzo, född den 8 augusti 1989 i Parkland i Florida, är en amerikansk professionell basebollspelare som spelar för New York Yankees i Major League Baseball (MLB). Rizzo är förstabasman.
Rizzo har tidigare spelat för San Diego Padres (2011) och Chicago Cubs (2012–2021). Han vann World Series med Cubs 2016, klubbens första World Series-titel på 108 år. Han har tre gånger tagits ut till MLB:s all star-match och har vunnit fyra Gold Glove Awards och en Silver Slugger Award.

## Karriär

### Major League Baseball
Rizzo draftades av Boston Red Sox 2007 som 204:e spelare totalt direkt från high school. Innan han hann debutera i MLB trejdades han i december 2010 tillsammans med tre andra spelare till San Diego Padres i utbyte mot Adrián González. Han spelade sin första MLB-match den 9 juni 2011 för Padres, men efter den säsongen trejdades han till Chicago Cubs.
Rizzo blev helt ordinarie som förstabasman för Cubs 2013 och året efter togs han för första gången ut till MLB:s all star-match, vilket han även blev de följande två säsongerna. 2016, då Cubs vann World Series för första gången på 108 år, erhöll han både en Gold Glove Award, som den bästa defensiva förstabasmannen i National League, och en Silver Slugger Award, som den bästa offensiva förstabasmannen i ligan. Han vann ytterligare tre Gold Glove Awards 2018–2020.
Rizzos kontrakt med Cubs skulle gå ut efter 2021 års säsong och hellre än att låta honom gå som free agent trejdade Cubs honom i juli 2021 till New York Yankees i utbyte mot två spelare.

### Internationellt
Rizzo representerade Italien vid World Baseball Classic 2013.